# Lijst van heren van Zegwaard
De ambachtsheerlijkheid Zegwaart heeft verscheidene heren gekend.
De oudstbekende Ambachtsheren en vrouwen van Zegwaart waren van het geslacht Brederode.
- 1281, 1295 · Florens van Brederode / Floris van Brederode (1230-1306) ambachtsheer van Zevenhuizen en Zegwaard, heer van Doortoge (van de hofstede Doortoge te Monster). Hij was een zoon van Dirck van Brederode (van Teylingen) heer van Brederode en Alveradis van Heusden. Hij trouwde ca. 1255 met een dochter van Hugo van Naaldwijk (ca. 1240-). Zij bracht bij haar huwelijk onder andere Doortoge onder Naaldwijk en goederen te Monster mee. In 1266 werd Floris beleend met het goed de Doortoge met 33 morgen.
- rond 1300 · Diederic / Dirk van den Doortoge (ca. 1255- ca. 1306) heer van Doortoge, de zoon van Florens.
- 1306-1321 · Beatrijs van den Doortogne (1290- 11 september 1323), begraven in de slotkapel te Egmond aan den Hoef . Zij was een achterkleindochter van Dirk I van Brederode (ca. 1180-1236). Zij was de dochter van Dirk van Doortoge heer van de Doortoge, Zegwaard en Zevenhuizen en een vrouw waarvan alleen de voornaam (Ermgard/Ermgaerd) bekend is.[1] Beatrijs werd als erfdochter van haar vader op 26 januari 1306 beleend met de woning te Doortoghe met 30 morgen lands en met de ambachten van Zevenhuizen en Zegwaard, waardoor zij 450 pond Holl. aan de graaf betaalde. Zij trouwde op 1 december 1317 met Wouter II van Egmont heer van Egmond.
- 1321-1369 · Jan I heer van Egmond (1310-1369) heer van Egmond was zoon van Wouter II van Egmont en Beatrijs van Doortogne. Hij trouwde met Judit / Jutta / Guyote van Amstel (1320-1374) vrouwe van IJsselstein.
- 1369-1370 · Aernt heer van Egmond (Slot Egmond op de Hoef te Egmond-Binnen, 1337 - IJsselstein, 9 april 1409) heer van Egmond en IJsselstein was een zoon van Jan I van Egmont en Judith van IJsselstein. Hij werd begraven in het Klooster te IJsselstein. Hij was getrouwd met Jolanda van Leiningen-Dagsburg (1352-Den Haag, 24 april] 1434). Zij was een dochter van Frederik VII graaf van Leiningen-Dagsburg (1320-1387) en Jolanda van Gulik-Bergheim (1330-1387).
- 1370-1423 · Willem van Egmond (Slot Egmond op de Hoef te Egmond-Binnen, 1332 - 1410) heer van Zevenhuizen en Zegwaard en schout van Delft was een zoon van Jan I van Egmont en Judith van IJsselstein. Hij trouwde met Machteld van Hemert (Nederhemert, 1345-).
- 1423-1445 · Aernt van Egmond
- 1446-1467 · Otte van Egmond (1435-20 november 1485) vrouwe van Zegwaard werd begraven in Mariënpoel. Zij was een dochter van Willem van Egmond (1415-) en Johanna van Heemskerk. Johanna van Heemskerk was een dochter van Wouter van Heemskerk en Catharina van Arkel.
Zij trouwde in 1460 met Adriaan Jansz. van Swieten (1435-1486) heer van Opmeer, de Lier en Zouteveen en burgemeester van Leiden. Hij was een zoon van Johan van Swieten (1410-1485) heer van de Lier en Zouteveen en burgemeester van Leiden en Catharina van Abeele.
- 1468-1473 · Willem van Egmond van Palestein (geboren ca. 1410-1473) was een zoon van Jan van Egmond (Zevenhuizen, 1375 - Delft, 1428) heer van Zevenhuizen en Agnes van Heenvliet (Heenvliet, 1379-). Jan van Egmond op zijn beurt was een zoon van Willem van Egmond (Slot Egmond op de Hoef te Egmond aan den Hoef, 1332 - 1410) en Machteld van Hemert (Nederhemert, 1345-). Agnes was een dochter van Johan van Heenvliet heer van Kattendijke (1360-1410) en Margaretha van Coulster (1360-1409). Hij trouwde met Johanna van Heemskerk (geboren ca. 1410) en had 3 kinderen: Otte Van Egmond, Wouderina Van Egmond en Wouter Van Egmond
- 1473-1491 · Wouter van Egmond (1450-1491) ridder en heer van Zegwaard, Zevenhuizen en Soetermeer, hij was een zoon van Willem van Egmond van Palestein (geboren ca. 1410-1473) en Johanna van Heemskerk (geboren ca. 1410)
- 1491-1493 · Johanna van Egmond
- 1493-1511 · Jan van Zwieten
- 1511-1526 · Jan van Zwieten jr.
- 1527-1554 · Johanna van Zwieten
- 1554-1562 · Agatha van Coulster van Alkemade (1500 - 16 oktober 1574) vrouwe van Opmeer en Moerkapelle, zij was een dochter van Willem van Coulster van Alkemade heer van Ruijgrok (1470-1553) en Josine van Swieten (1475-1525). Josine van Swieten was een dochter van Adriaan Jansz. van Swieten (1435-1486) en Otte van Egmond (1435-20 november 1485). Agatha van Coulster van Alkmeda trouwde met Johan van Culemborg heer van Renswoude en Drakesteijn (1495-1558). Hij was een zoon van Willem II van Culemborg (1450-1516) drost van Weert en in 1502 heer van Renswoude en Johanna van Brienen (1465-), op haar beurt een dochter van Johan van Brienen (1420-1502) heer van Byssel en Elisabeth van Kershoff-Giessenburg (1438-).
- 1562-1581 · Johanna van Cuylenburg (1525- Leiden, 1580) was een dochter van Johan van Culemborg (1495-1558) en Agatha van Coulster van Alkemade (1500 - 16 oktober 1574). Zij trouwde met Karel van Bourgondië (1520-1581) heer van Fallais, Sommelsdijk en St. Annaland. Hij was een zoon van Karel van Bourgondië (1490-1538 heer van Bredam, Han-Sur-Sambre, Baudour, Fromont, Falaise, Lovendeghem, Somerghem, Sommelsdijk en Souburg en Margaretha van Barbançon (1500-1558)
- 1581-1625 · Johan van Bourgoigne (beleend in 1583)
- 1625-1638 · Catharina van Gendt (beleend in 1628 voor Charles van Bourgoigne en zijn erfgenamen)
- 1638-1642 · Charles Francois van Bourgoigne
- 1642-1643 · Anna Maria van Bourgoigne
- 1643-1651 · Jacob van Wijngaarden = Jacob Oem van Wijngaarden. Hij was de bezitter van o.a. het landgoed Bijdorp. Hij kocht in 1643 de ambachtsheerlijkheid Zegwaard, waardoor Zoetermeer en Zegwaard herenigd werden. Hij liet in 1645 een nieuw huis bouwen, ondertussen verwaarloosde hij het huis te Palenstein te Zoetermeer dat als een ruïne achterbleef.
- 1651-1673 · Karel van Wijngaarden
- 1673-1686 · Everdina Anthonia Sloot
- 1686-1732 · Amelia van Motzfeld
- 1732-1750 · Hendrik van Diest (In 1736 werd Willem van Cleef in naam ambachtsheer. Hendrik van Diest bleef echter in de praktijk zijn rechten uitoefenen )
- 1750-1773 · Joan Osy sr., gekocht door de Rotterdamse koopman Joan Osy
- 1773-1791 · Joan Osy jr., zoon van Joan Osy sr.
- 1791-1831 · Cornelis Baldwinus Giselinus Osy, zoon van Joan Osy jr.